# Anumeta sabouraudi
Anumeta sabouraudi is een vlinder uit de familie spinneruilen (Erebidae). De wetenschappelijke naam is voor het eerst geldig gepubliceerd in 1907 door Lucas.
De soort komt voor in tropisch Afrika.